# Sviland
Sviland är en tätort i Sandnes kommun i Rogaland fylke i sydvästra Norge. Orten ligger där fylkesväg 4498 möter fylkesväg 4484 och fylkesväg 4500, öster om staden Sandnes. Här finns Svilands kapell.
Tidigare har orten tillhört dåvarande Høylands kommun.

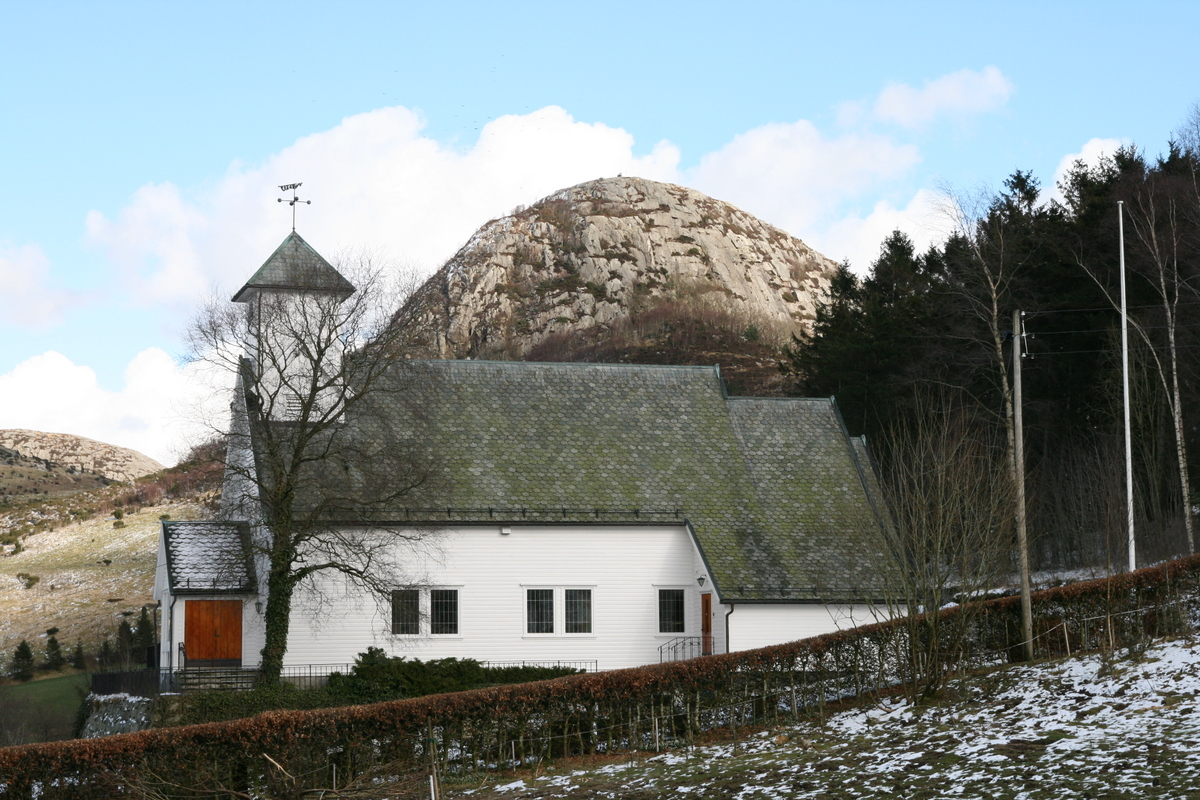
Svilands kapell.